# Ваг'ява (Гаваї)
Ваг'ява (англ. Wahiawa) — переписна місцевість (CDP) в США, в окрузі Гонолулу штату Гаваї. Населення — 18 658 осіб (2020).

## Географія
Ваг'ява розташована за координатами 21°29′59″ пн. ш. 158°1′11″ зх. д. / 21.49972° пн. ш. 158.01972° зх. д. (21.499846, -158.019596).  За даними Бюро перепису населення США в 2010 році переписна місцевість мала площу 6,02 км², з яких 5,36 км² — суходіл та 0,66 км² — водойми.

## Демографія
Згідно з переписом 2010 року, у переписній місцевості мешкала 17 821 особа в 5734 домогосподарствах у складі 4076 родин. Густота населення становила 2960 осіб/км².  Було 6151 помешкання (1022/км²).
Расовий склад населення:
| - 40,7 % — азіатів - 12,5 % — вихідців з тихоокеанських островів - 11,4 % — білих - 1,6 % — чорних або афроамериканців - 0,3 % — корінних американців - 1,4 % — осіб інших рас |

До двох чи більше рас належало 32,1 %. Частка іспаномовних становила 13,0 % від усіх жителів.
За віковим діапазоном населення розподілялося таким чином: 24,1 % — особи молодші 18 років, 58,8 % — особи у віці 18—64 років, 17,1 % — особи у віці 65 років та старші. Медіана віку мешканця становила 38,8 року. На 100 осіб жіночої статі у переписній місцевості припадало 97,2 чоловіків;  на 100 жінок у віці від 18 років та старших — 94,9 чоловіків також старших 18 років.
Середній дохід на одне домашнє господарство  становив 73 759 доларів США (медіана — 56 022), а середній дохід на одну сім'ю — 84 205 доларів (медіана — 68 450). Медіана доходів становила 41 526 доларів для чоловіків та 36 150 доларів для жінок. За межею бідності перебувало 14,9 % осіб, у тому числі 22,7 % дітей у віці до 18 років та 10,5 % осіб у віці 65 років та старших.
Цивільне працевлаштоване населення становило 7917 осіб. Основні галузі зайнятості: освіта, охорона здоров'я та соціальна допомога — 18,8 %, мистецтво, розваги та відпочинок — 16,5 %, будівництво — 11,1 %, транспорт — 10,6 %.